# Фадеичев, Владислав Павлович
Владисла́в Па́влович Фаде́ичев (10 [23] ноября 1906, Харьков — 23 апреля 1987, Киев) — украинский советский архитектор, член Союза архитекторов СССР (1935).

## Биография
Родился в Харькове. В 1926—1930 годах обучался на архитектурном факультете Харьковского художественного института. В 1932—1941 годах работал в Москве в Наркомздраве и Главстройпроекте, в 1942—1945 годах — в Свердловске, на должностях архитектора, главного архитектора проекта, руководителя архитектурной мастерской.
С 1945 по 1957 год работал в киевский проектных организациях (Главстройпроект, Укргипрошахт, УкрНИИпроект) на должностях главного архитектора проекта, руководителя архитектурной мастерской, преимущественно с Б. В. Дзбановским и др. С 1957 года — преподаватель, доцент кафедры проектирования в Киевском инженерно-строительном институте.
С января 1977 года на пенсии. Умер 23 апреля 1987 года в Киеве.

## Творчество
- Жилые здания в Свердловске, Нижнем Тагиле, Красноярске.
- Клуб инженерно-технических работников в Лисичанске (1951, памятник архитектуры, в соавторстве с Е. Л. Ивановым, Б. В. Дзбановским).
- Драматический театр в Макеевке Донецкой области (1951, в соавторстве с И. П. Наседкиным, Б. В. Дзбановским).
- Дом техники в Луганске (1954, памятник архитектуры, в соавторстве с Б. В. Дзбановским, М. М. Сыркиным).
- Здание проектного института «Укргипрошахт» в Киеве (1951, в соавторстве с Б. В. Дзбановским;  ул. Богдана Хмельницкого, 4, сейчас здесь расположен ГП «Уголь Украины»).
- Дом работников науки в Киеве (1953; Никольско-Ботаническая улица, 14/7).
- Соавтор проекта застройки Нововолынска и др.